# Rocheservière
Rocheservière est une commune française située dans le département de la Vendée, en région Pays de la Loire. Elle se trouve à 32 km au Nord de la Roche-sur-Yon, en limite du département de la Loire-Atlantique.

## Géographie
Le département de la Vendée est traditionnellement divisé en 4 parties qui se distinguent (se distinguaient surtout dans le passé) par leur climat, paysage et mode de vie ; respectivement : le Bocage qui occupe un large partie au Nord, à l’est et au Centre ; la Plaine au Sud, les Marais au Nord-Ouest et au Sud-Ouest, et le Littoral avec les îles de Noirmoutier et d’Yeu (voir géographie de la Vendée).
Rocheservière est située au Nord du département dans le Bas-Bocage (par opposition au Haut-Bocage dont l’altitude est plus élevée). Le territoire municipal de Rocheservière s'étend sur 2 826 hectares. L'altitude moyenne de la commune est de 47 mètres, avec des niveaux fluctuant entre 15 et 72 mètres,.
| Corcoué-sur-Logne (Loire-Atlantique) | Saint-Philbert-de-Bouaine | Vieillevigne (Loire-Atlantique) |
| Legé (Loire-Atlantique)              | Rocheservière             |                                 |
|                                      | Les Lucs-sur-Boulogne     | Mormaison (Montréverd)          |

Faisant partie du Massif armoricain, son sous-sol granitique et pauvre n’a permis le développement de l’agriculture que par le travail des hommes au cours des siècles ; avant le remembrement récent (années 1960), le paysage était celui d’un bocage constitué de hameaux de quelques feux, au milieu d’un maillage de parcelles exiguës entourées de haies (voir l'article Bas-Poitou, notamment les sections Géographie et Géologie).
La commune est traversée du Sud au Nord par la Boulogne, rivière qui alimente le Lac de Grand Lieu. La Boulogne était jalonnée de moulins dont il reste des vestiges (La Roche Boulogne, Moulin des Enfants, Graveau…) ; en se frayant son chemin vers le nord, la rivière a taillé des rives escarpées propices à la construction d’ouvrage de guet et de défense (voir infra).

### Climat
Pour des articles plus généraux, voir Climat des Pays de la Loire et Climat de la Vendée.
En 2010, le climat de la commune est de type climat océanique franc, selon une étude du CNRS s'appuyant sur une série de données couvrant la période 1971-2000. En 2020, Météo-France publie une typologie des climats de la France métropolitaine dans laquelle la commune est exposée à un climat océanique et est dans la région climatique  Bretagne orientale et méridionale, Pays nantais, Vendée, caractérisée par une faible pluviométrie en été et une bonne insolation. 
Pour la période 1971-2000, la température annuelle moyenne est de 11,9 °C, avec une amplitude thermique annuelle de 13,7 °C. Le cumul annuel moyen de précipitations est de 863 mm, avec 12,5 jours de précipitations en janvier et 6,7 jours en juillet. Pour la période 1991-2020, la température moyenne annuelle observée sur la station météorologique installée sur la commune est de 12,4 °C et le cumul annuel moyen de précipitations est de 831,3 mm,. Pour l'avenir, les paramètres climatiques de la commune estimés pour 2050 selon différents scénarios d'émission de gaz à effet de serre sont consultables sur un site dédié publié par Météo-France en novembre 2022.
| Mois                                  | jan.           | fév.           | mars           | avril           | mai             | juin          | jui.           | août          | sep.          | oct.            | nov.            | déc.            | année     |
| ------------------------------------- | -------------- | -------------- | -------------- | --------------- | --------------- | ------------- | -------------- | ------------- | ------------- | --------------- | --------------- | --------------- | --------- |
| Température minimale moyenne (°C)     | 2,9            | 2,2            | 3,9            | 5,4             | 8,9             | 11,9          | 13,4           | 13,2          | 10,5          | 8,9             | 5,5             | 3,3             | 7,5       |
| Température moyenne (°C)              | 6,1            | 6,4            | 8,7            | 10,9            | 14,5            | 17,7          | 19,6           | 19,6          | 16,7          | 13,4            | 9,2             | 6,6             | 12,4      |
| Température maximale moyenne (°C)     | 9,4            | 10,5           | 13,5           | 16,3            | 20              | 23,6          | 25,8           | 26            | 22,8          | 17,9            | 12,9            | 9,9             | 17,4      |
| Record de froid (°C) date du record   | −13 18.01.1987 | −17 10.02.1986 | −10,2 01.03.05 | −4,5 12.04.1986 | −0,7 14.05.1995 | 3 08.06.1989  | 5,5 31.07.1988 | 3 31.08.1986  | 1,6 25.09.02  | −4,4 30.10.1997 | −7,6 21.11.1993 | −9,6 31.12.1996 | −17 1986  |
| Record de chaleur (°C) date du record | 17 27.01.03    | 22,4 27.02.19  | 24 19.03.05    | 27,8 30.04.05   | 32,1 26.05.17   | 39,6 27.06.19 | 41,8 18.07.22  | 39,5 10.08.03 | 35,3 12.09.22 | 31,2 02.10.11   | 21,7 01.11.15   | 18,5 07.12.00   | 41,8 2022 |
| Précipitations (mm)                   | 88,4           | 66             | 61             | 62,3            | 57,3            | 44,8          | 48             | 48            | 67,1          | 90              | 96,1            | 102,3           | 831,3     |

## Urbanisme

### Typologie
Au 1er janvier 2024, Rocheservière est catégorisée bourg rural, selon la nouvelle grille communale de densité à sept niveaux définie par l'Insee en 2022.
Elle appartient à l'unité urbaine de Rocheservière, une unité urbaine monocommunale constituant une ville isolée,. La commune est en outre hors attraction des villes,.

### Occupation des sols

Les Marches de Bretagne et Poitou au XVe siècle. La Seigneurerie de Rocheservière porte le numéro 33.

L'occupation des sols de la commune, telle qu'elle ressort de la base de données européenne d’occupation biophysique des sols Corine Land Cover (CLC), est marquée par l'importance des territoires agricoles (90,1 % en 2018), en diminution par rapport à 1990 (92,5 %). La répartition détaillée en 2018 est la suivante : 
terres arables (59,7 %), zones agricoles hétérogènes (19,4 %), prairies (10,9 %), zones urbanisées (5,3 %), forêts (3 %), zones industrielles ou commerciales et réseaux de communication (1,7 %). L'évolution de l’occupation des sols de la commune et de ses infrastructures peut être observée sur les différentes représentations cartographiques du territoire : la carte de Cassini (XVIIIe siècle), la carte d'état-major (1820-1866) et les cartes ou photos aériennes de l'IGN pour la période actuelle (1950 à aujourd'hui).

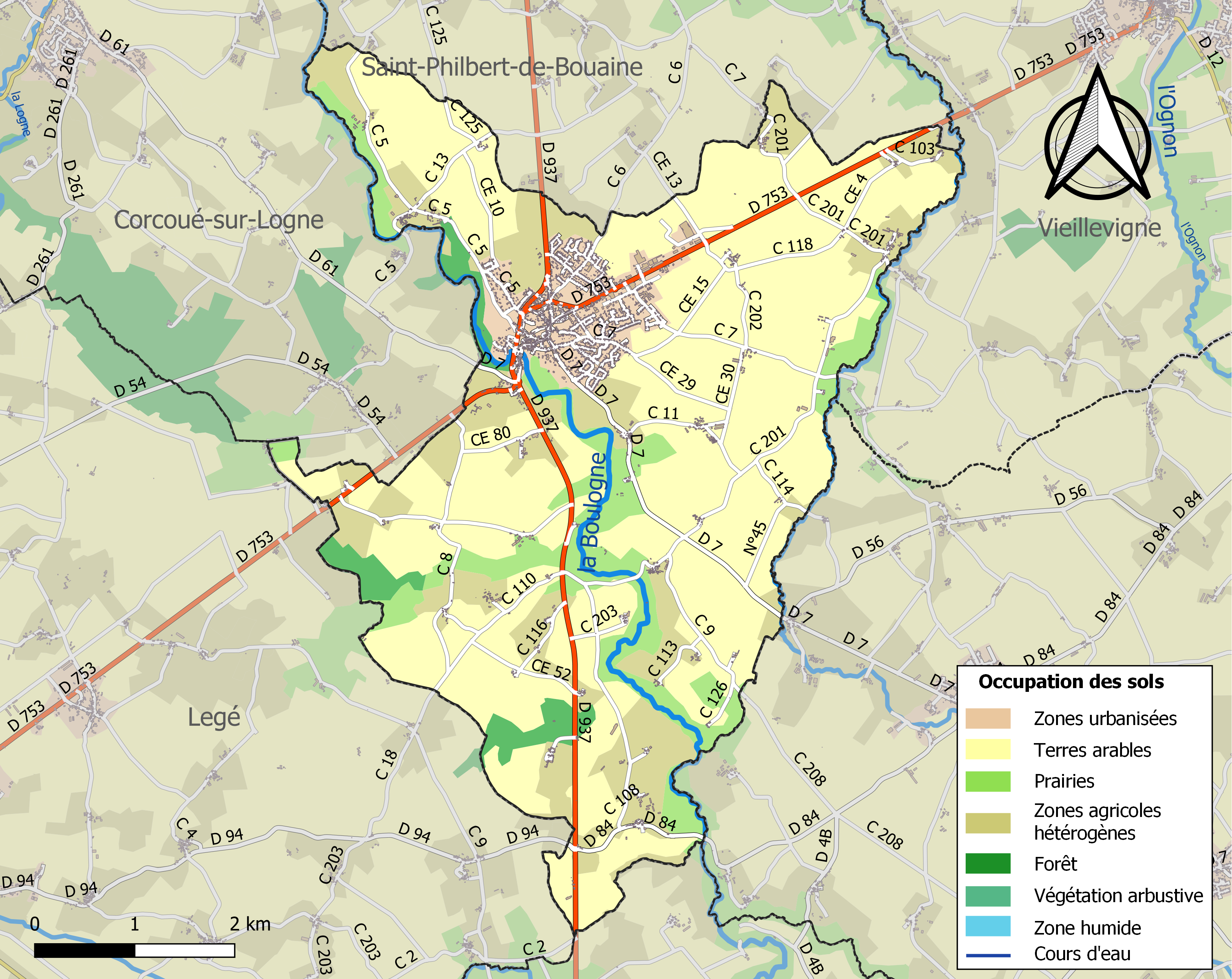
Carte des infrastructures et de l'occupation des sols de la commune en 2018 (CLC).

## Toponymie
L’étymologie du nom est bien établie pour la première partie du nom : « Roche », d’origine occitane et romaine, qui indique un lieu élevé et fait sans doute référence à la butte où fut bâtie un château-fort au Moyen Âge, mais peut-être aussi à la « Pierre aux Lutins » qui domine la Boulogne.
La deuxième partie est plus discutée ; longtemps écrite « Cervière », elle fait référence aux grands gibiers (cerfs ou biches) qui devaient peupler une forêt couvrant la région. Le nom de la localité est attesté sous la forme Rocham Cerveriam, en 1061. À partir du XVe siècle, elle s’écrit « Servière », ce qui peut faire référence à des serviteurs (latin « servus ») chargés de faire le guet ; mais peut être aussi un dérivé du mot de langue d’oc « serva » venant du latin silva (=forêt), 
Rochecervière ou Rocheservière, les deux noms se rejoignent pour évoquer un lieu escarpé et sauvage, dominant la vallée de la Boulogne.
La commune comprend au Sud les hameaux (anciennes paroisses) de Saint-Christophe-la-Chartreuse et la Grolle.

## Histoire
Les 2 ouvrages de référence pour l'histoire locale sont "Les chroniques de Rocheservière"de Alain de Goué et de l'abbé J. Huet et "Si Rocheservière m'était conté" de Jean Michenaud. Pour l'évocation des mœurs et coutumes dans la première moitié du XXe siècle, "Les veillées de mon Bocage" du conteur local Etienne Remaud.

### Les Marches
Rocheservière constitue avec Saint-Philbert de Bouaine, une inclusion du département de la Vendée dans celui de la Loire-Atlantique (voir les cartes ci-contre).
Rocheservière se situe donc aux confins de la Bretagne et du Poitou ; historiquement le territoire fait partie des Marches de Bretagne avec le Poitou (voir carte ci-contre) ; c'est une marche avantagère du Poitou sur la Bretagne : « relevant par indivis de deux seigneurs, l'un breton, l'autre poitevin, mais pour la juridiction et pour tout le reste,(..) sujette à la justice d'un seul seigneur (poitevin) et de ses suzerains privativement aux autres  ». De fait, malgré cette position frontalière (frontière mouvante au cours de l'Histoire), l’histoire de Rocheservière est quasiment liée à celle du Poitou, plus précisément à celle du Bas-Poitou ; le qualificatif « Bas » ne faisant pas référence ici à son relief, mais à son niveau économique par rapport à celui du Haut-Poitou centré sur Poitiers ; cette différence de richesse est liée à la dureté du sol granitique du Bocage vendéen par rapport au calcaire des plaines autour de Niort et Poitiers.
Rocheservière est bien un pays de Marches : relié au massif hercynien breton, longtemps lié politiquement au Poitou et plus largement à l'Aquitaine, et fortement influencé économiquement et culturellement par Nantes, sa puissante voisine à une trentaine de kilomètres.

### Seigneurie, paroisse ou commune
Le territoire désigné par le vocable « Rocheservière » a fortement évolué au cours des siècles. Au Moyen Âge, Rocheservière était une seigneurie, c'est-à-dire un large domaine dépendant d’une famille qui y exerçait un pouvoir économique et judiciaire.
Avant la Révolution, le territoire actuel de la commune relevait de 4 paroisses : Saint-Christophe la Chartreuse (au sud-ouest) dont l’église disparut au moment de la Révolution, La Grolle (au sud, sud-est) ancienne seigneurie dont l’église fut détruite en 1832 ; et enfin les 2 paroisses du bourg de Rocheservière proprement dit : Notre-Dame, la plus anciennement connue (depuis le XIe siècle), dont l’église a subi les vicissitudes des guerres civiles avant d’être vendue comme bien national sous la Révolution, puis détruite ; Saint-Sauveur, dont il reste des vestiges de l’église dans le bourg. Les quatre paroisses seront réunies au XIXe siècle, autour de la nouvelle église Notre-Dame dont la construction sera terminée en 1877.

### Etapes chronologiques

#### Dans la nuit des temps
Dans les temps préhistoriques, elle aurait été peuplée par les Ambiliatres, tribu affiliée aux Pictons et dont l’épicentre se situait autour de Tiffauges et des Herbiers.

#### Le Comté d'Herbauges
Au Moyen Âge, lorsque le pouvoir féodal s’est instauré, Rocheservière et ses seigneurs locaux dépendaient du Comté d’Herbauges, fondé par le pouvoir royal (Louis le Pieux vers l’an 800) pour contrer les ambitions bretonnes et les incursions normandes. Il était rattaché via le Poitou au royaume d’Aquitaine. Le comté d’Herbauges disparut à la fin du IXe et pendant un siècle le territoire fut rattaché au Duché de Bretagne jusqu’en 1051.

#### LeComté de Poitou
À la fin du XIe, les frontières disputées entre la Bretagne, le Poitou et l’Anjou se stabilisèrent, rattachant durablement Rocheservière au Poitou et plus largement à l’Aquitaine. Une des premières traces historiques de Rocheservière apparait avec l’histoire de la famille de Chabot, dont un des membres Gérard Chabot, fils de Thibaut IV Chabot (~1165 – av. mars 1231), prend le titre de seigneur de Rocheservière. Plusieurs familles se sont succédé : les Chabot jusqu’en 1350, les Volvire jusqu’en 1531, les Hamon jusqu’en 1605.
À partir du Xe siècle, les seigneurs de Rocheservière fortifièrent la motte féodale qui domine la Boulogne et son vieux pont : d'abord par des fortifications en bois, puis un château-fort avec son donjon et ses tours d'angle (XIIIe siècle). Après une période d’apogée au Moyen Âge, le château fut progressivement délaissé par ses propriétaires ; il subit les vicissitudes des guerres intestines, puis de la Révolution ; il n’en reste que quelques vestiges.

#### Avant la révolution
Rocheservière a traversé les périodes sombres et plus sereines qui ont jalonné l’histoire de France. Le secteur a été marqué par les Guerres de Religion : Montaigu toute proche ayant été un foyer de Réformés (voir l'article Histoire de la Vendée). Le château de Rocheservière est pris par les Huguenots en 1560 et repris par les catholiques l’année suivante ; l’église de Notre-Dame est brûlée en 1568.
La Contre-Réforme organise la tentative de l’Église romaine de « restaurer » la foi dans les campagnes. Dans le Bocage vendéen, au XVIIIe siècle, ce fut l’œuvre de Louis-Marie Grignion de Montfort et de ses disciples ; notamment par l’organisation de « missions » : longues périodes d'offices, de prières et de récollections ; cette tradition s'est perpétuée dans la Bas Bocage jusqu'au milieu du XXe siècle ; les missions étaient souvent ponctuées par l’érection de calvaires. Jean Michenaud en recense à Rocheservière près d’une vingtaine toujours présents, sans compter ceux construits en bois qui ont disparu.

#### Les Guerres de Vendée
En 1789, les habitants des 4 paroisses devant constituer plus tard la commune de Rocheservière ont rédigé leurs cahiers de doléances préalables à la réunion des États Généraux ; ce sont les seuls du Bocage qui ont été conservés (les textes sont accessibles sur le site de Montaigu).
Après des débuts pacifiques, la Révolution allait susciter dans le Bocage des troubles, puis des conflits armés. Rocheservière, située entre Legé -fief du Général Charrette- et le haut Bocage des Herbiers-Cholet, a été fortement impliquée dans la guerre et les massacres. De mars 1793 au début de 1795, Rocheservière fait partie des communes « occupées par les rebelles », concernée par des batailles et escarmouches qui y ont donné lieu (e.g. La bataille de Mormaison de juin 1794). Les colonnes infernales du général Turreau l’ont sillonnée de janvier à juin 1794.
Après la paix manquée de février 1795, la guérilla reprend sous la conduite du Charrette dans une zone réduite autour du triangle Legé, Montaigu et Belleville qui englobe Rocheservière : le reste de la Vendée étant occupé par les garnisons républicaines (voir la carte page 273 de la ref.). La capture de Charrette, exécuté en mars 1796, installe une paix précaire. Le pays en sort dévasté, la commune de Rocheservière a vu sa population diminuer d’environ 20% entre 1791 et 1801 (ref, page 260).
Le retour de Napoléon de l’Ile d’Elbe (mai-juin 1815) relance les troubles ; ils sont vite réprimés notamment par la victoire du général Travot sur les insurgés, lors de la bataille de Rocheservière autour du vieux pont, les 19-20 juin 1815.

#### L’ère moderne
Les progrès des communications et des moyens de transport dissolvent progressivement l’histoire de Rocheservière et de la Vendée dans l’histoire nationale. Les grands évènements nationaux marquent l’histoire locale : l’enracinement religieux profond a fait que la loi de séparation de l’Église de l’État a été durement ressentie ; la saignée de la première guerre mondiale à laquelle Rocheservière et la Vendée ont payé un lourd tribut, etc. Mais les séquelles des guerres de Vendée ancreront longtemps Rocheservière dans le camp politique royaliste d’abord, puis conservateur.  
Le vendredi 5 novembre 1841, une météorite tombe dans une vigne près du village de Saint Christophe. Elle est conservée au Muséum de Nantes.  

## Héraldique
| Blason | Blasonnement : De gueules à la croix partie d'or et de sable. |

## Politique et administration

### Rattachements administratifs et électoraux
Rocheservière est rattaché à l’arrondissement de La Roche-sur-Yon. Pour l'élection des députés, la commune fait partie de la première circonscription de la Vendée, représentée par Philippe Latombe (MoDem) depuis 2017.
La commune a été longtemps le chef-lieu du canton de Rocheservière ; en 2014, Rocheservière est rattaché au canton d'Aizenay (redécoupage cantonal de 2014).

### Intercommunalité
À partir de la fin du XXe siècle, des réformes des structures administratives vont modifier son statut : en 1992, création du District de Rocheservière ; 1er janvier 2001, création de la Communauté de communes du canton de Rocheservière avec les communes de Saint-André-Treize-Voies, Saint-Sulpice-de-Verdon (les 2 fusionnant en 2016 pour créer la commune de Montréverd),  Mormaison, et Saint-Philbert-de-Bouaine.  
Mais la Communauté de communes n'atteint pas le seuil légal du nombre d'habitants ; au 1er janvier 2017, les Communautés de communes des Terres de Montaigu et du canton de Rocheservière fusionnent pour donner « Terres de Montaigu, communauté de communes Montaigu-Rocheservière » ; communauté qui deviendra Communauté d’agglomération en 2021.

## Population et société

### Démographie

#### Évolution démographique
L'évolution du nombre d'habitants est connue à travers les recensements de la population effectués dans la commune depuis 1800. Pour les communes de moins de 10 000 habitants, une enquête de recensement portant sur toute la population est réalisée tous les cinq ans, les populations de référence des années intermédiaires étant quant à elles estimées par interpolation ou extrapolation. Pour la commune, le premier recensement exhaustif entrant dans le cadre du nouveau dispositif a été réalisé en 2006.

En 2022, la commune comptait 3 571 habitants, en évolution de +8,24 % par rapport à 2016 (Vendée : +5,33 %, France hors Mayotte : +2,11 %).
| 1800 | 1806 | 1821 | 1831  | 1836  | 1841  | 1846  | 1851  | 1856  |
| ---- | ---- | ---- | ----- | ----- | ----- | ----- | ----- | ----- |
| 333  | 408  | 494  | 1 568 | 1 627 | 1 671 | 1 833 | 2 098 | 2 000 |

| 1861  | 1866  | 1872  | 1876  | 1881  | 1886  | 1891  | 1896  | 1901  |
| ----- | ----- | ----- | ----- | ----- | ----- | ----- | ----- | ----- |
| 1 995 | 1 983 | 1 901 | 1 954 | 2 033 | 2 129 | 2 160 | 2 030 | 1 952 |

| 1906  | 1911  | 1921  | 1926  | 1931  | 1936  | 1946  | 1954  | 1962  |
| ----- | ----- | ----- | ----- | ----- | ----- | ----- | ----- | ----- |
| 1 898 | 1 886 | 1 621 | 1 618 | 1 596 | 1 552 | 1 681 | 1 570 | 1 638 |

| 1968  | 1975  | 1982  | 1990  | 1999  | 2006  | 2011  | 2016  | 2021  |
| ----- | ----- | ----- | ----- | ----- | ----- | ----- | ----- | ----- |
| 1 774 | 1 948 | 2 182 | 2 245 | 2 241 | 2 691 | 3 045 | 3 299 | 3 519 |

| 2022  | - | - | - | - | - | - | - | - |
| ----- | - | - | - | - | - | - | - | - |
| 3 571 | - | - | - | - | - | - | - | - |

#### Pyramide des âges
En 2018, le taux de personnes d'un âge inférieur à 30 ans s'élève à 37,8 %, soit au-dessus de la moyenne départementale (31,6 %). À l'inverse, le taux de personnes d'âge supérieur à 60 ans est de 21,2 % la même année, alors qu'il est de 31,0 % au niveau départemental.
En 2018, la commune comptait 1 672 hommes pour 1 678 femmes, soit un taux de 50,09 % de femmes, légèrement inférieur au taux départemental (51,16 %).
Les pyramides des âges de la commune et du département s'établissent comme suit.
| Hommes | Classe d’âge | Femmes |
| ------ | ------------ | ------ |
| 1,0    | 90 ou +      | 1,7    |
| 6,0    | 75-89 ans    | 8,7    |
| 12,1   | 60-74 ans    | 12,8   |
| 17,3   | 45-59 ans    | 16,5   |
| 24,4   | 30-44 ans    | 24,1   |
| 14,0   | 15-29 ans    | 12,6   |
| 25,4   | 0-14 ans     | 23,6   |

| Hommes | Classe d’âge | Femmes |
| ------ | ------------ | ------ |
| 0,8    | 90 ou +      | 2,2    |
| 8,7    | 75-89 ans    | 11,1   |
| 20,3   | 60-74 ans    | 21,3   |
| 20     | 45-59 ans    | 19,4   |
| 17,5   | 30-44 ans    | 16,8   |
| 15     | 15-29 ans    | 13,2   |
| 17,7   | 0-14 ans     | 16,1   |

## Lieux et monuments
Le site de la commune donne une description des lieux et monuments ; parmi les plus significatifs :

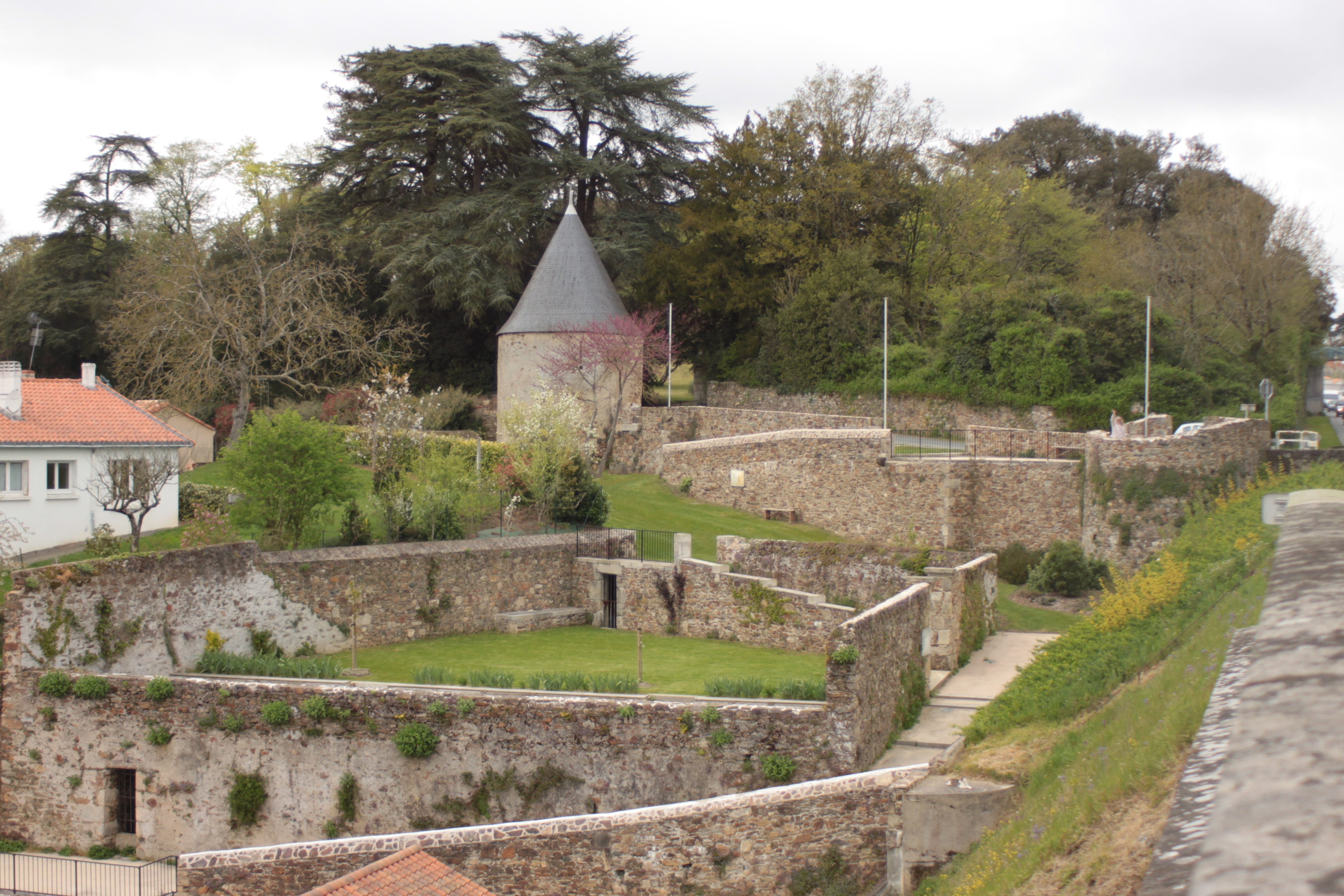
Vestiges du château-fort de Rocheservière

- Le pont du Péplu de style roman inscrit aux monuments historiques ; il fut le lieu d'âpres combats lors de la bataille de Rocheservière en 1815. Très étroit il a été pendant longtemps le seul passage pour la traversée de la Boulogne ; il est doublé désormais par d'un viaduc dont la construction débuta à partir de 1850.
- La Chapelle Saint-Sauveur[40]  : de l'église construite au XIIIe siècle, ne subsiste que l'ancien chœur abritant un retable du XVIIe siècle. Restauré en 2010, le site est devenu un centre culturel ; y est exposée en permanence une broderie monumentale (140 m en toile de lin) illustrant l'Évangile, les Épîtres et l'Apocalypse de l’évangéliste Saint Jean[41].
- Les vestiges (remparts et tour du XVIe siècle) du château-fort qui dominait la rivière.

- L'église Notre-Dame achevée en 1882, qui expose 56 vitraux dont une série dédiée aux guerres de Vendée.
- Château de la Touche (début XIXe siècle), détruit en grande partie par un incendie en novembre 2019[42].

## Personnalités liées à la commune
- Armand Léon de Baudry d'Asson (1836-1915); député royaliste.
- Alain de Goué (1879-1918); historien et généalogiste.
- Ernest Pivin (1870-1945); seul coureur cycliste vendéen à avoir disputé le premier Tour de France en 1903[43].
- Bienheureux Noël Tenaud M.E.P. (1904-1961), missionnaire et martyr au Laos, béatifié en 2016[44].
- Alain Leboeuf (1964); homme politique, a été maire de Rocheservière de 2001 à 2012, député de 2012 à 2017, conseiller départemental depuis 2004 et président du conseil départemental depuis 2021.

## Pour approfondir